# Wolfgang Lützner

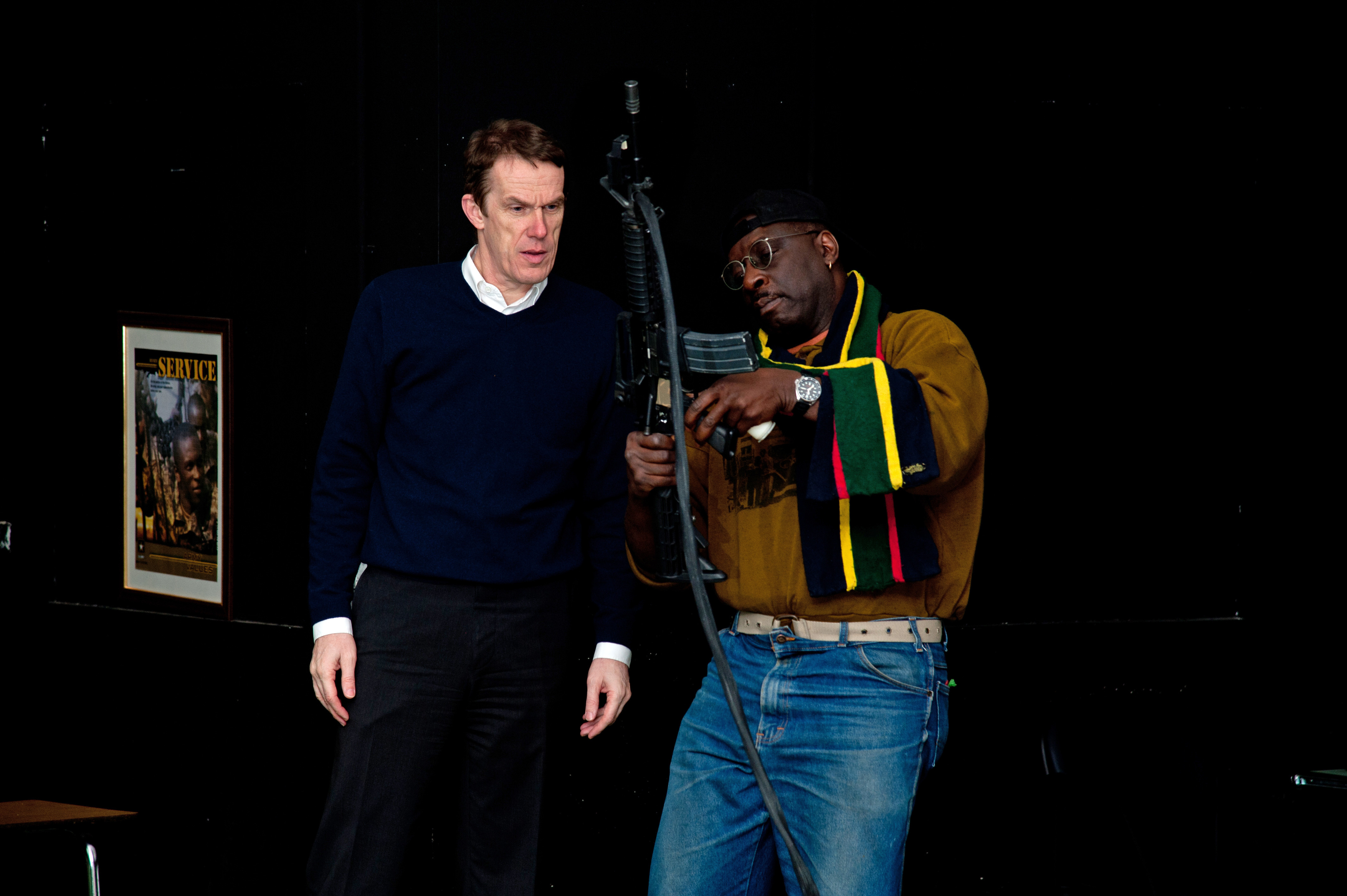
Wolfgang Lützner (links) beim Besuch der US-Garnison 2011

Wolfgang Lützner (* 6. Oktober 1960 in Freiburg im Breisgau) ist ein deutscher Jurist und Kommunalpolitiker (CDU). Von 2010 bis 2018 war er Oberbürgermeister von Böblingen.

## Leben
Lützner wuchs im Hochschwarzwald auf und legte nach der Mittleren Reife 1977 an der Bundesakademie für musikalische Jugendbildung in Trossingen die Prüfung als Ausbilder im Musikverein, Fach Schlagzeug, ab. In den Folgejahren war er als Ausbilder an der Jugendmusikschule Staufen e.V. tätig. Nach seinem Abitur studierte er Rechtswissenschaft. Von 1993 bis 1998 war er als Rechtsanwalt tätig, zuletzt mit einer eigenen Kanzlei in Jena. 1998 kandidierte er für das Amt des Bürgermeisters von Süßen und setzte sich gegen den Amtsinhaber durch. 2006 wurde Lützner mit rd. 96 % der Stimmen wiedergewählt und hatte das Amt bis 2010.
2010 wurde er mit 55,96 Prozent im zweiten Wahlgang zum Oberbürgermeister von Böblingen gewählt.
In der CDU engagierte er sich in der Kommunalpolitischen Vereinigung (KPV), wo er zum Kreisvorsitzenden der KPV Göppingen und in den Landesvorstand der KPV Baden-Württemberg gewählt wurde. Mit seinem Amtsantritt in Böblingen legte er das Amt als Kreisvorsitzender der KPV im Kreis Göppingen nieder. 2012 wurde Lützner als stellvertretender Landesvorsitzender der KPV Baden-Württemberg gewählt.
Bei der Wahl am 4. Februar 2018 unterlag Lützner mit 28,2 % dem Kandidaten der Grünen, Stefan Belz, der bereits im ersten Wahlgang mit 51,3 % die zur Wahl notwendige absolute Mehrheit erhielt. Er schied damit am 1. April 2018 nach einer Amtszeit aus dem Amt des Oberbürgermeisters aus.